# 宁夏路 (南京)
宁夏路，是南京市鼓楼区的道路，东起江苏路，西至马鞍山脚。以宁夏省为名。1927年建成。
于右任公馆位于此路2号，是抗战胜利后，于右任从冯云亭处租来的。